# جنگ ستارگان جدای: محفل سرنگون
جنگ ستارگان جدای: محفل سرنگون شده (انگلیسی: Star Wars Jedi: Fallen Order) یک بازی ویدئویی در سبک اکشن-ماجراجویی است که توسط رسپاون انترتینمنت توسعه یافته و به‌وسیلهٔ الکترونیک آرتس در پانزدهم نوامبر ۲۰۱۹ برای سکوهای مایکروسافت ویندوز، پلی‌استیشن ۴، و ایکس‌باکس وان، منتشر شد، و در تاریخ ۱۱ ژوئن ۲۰۲۱ برای کنسول‌های پلی‌استیشن ۵ و ایکس‌باکس سری اکس/اس در دسترس قرار گرفت. داستان این بازی در جهان جنگ‌های ستاره‌ای، پنج سال پس از جنگ ستارگان: قسمت سوم – انتقام سیت بعد از دستور ۶۶ توسط پالپاتین و نابودی محفل جدای رخ می‌دهد و بازیکن باید در نقش یک شاگرد جدای از دست امپراتوری فرار و به ماجراجویی خود ادامه دهد.
دنباله‌ای تحت نام جنگ ستارگان جدای: بازمانده، در آوریل ۲۰۲۳ منتشر شد.